# マハラシュトラ・ナヴニルマン・セーナー

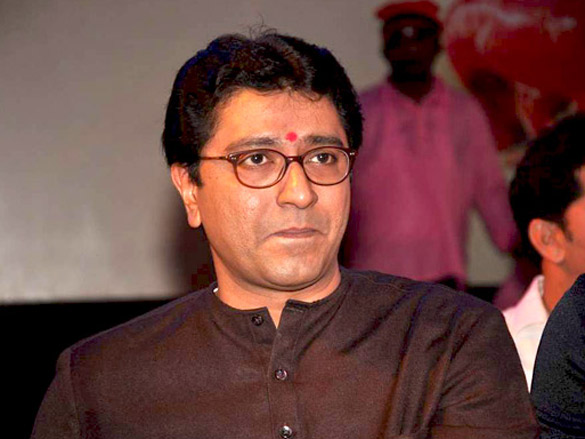
ラージ・タークレー

マハーラーシュトラ・ナヴニルマン・セーナー（マラーティー語: महाराष्ट्र नवनिर्माण सेना、英語: Maharashtra Navnirman Sena）は、インドのヒンドゥー至上主義極右政党で、マハーラーシュトラ州の地域政党。党名は「マハーラーシュトラ新生軍団」といった意味。
創設者ラージ・タークレーはシヴ・セーナーの著名な創設者バール・タークレーの甥だが、バール・タークレーが息子のウダヴ・タークレーを重用し、路線の違いが明らかになると2006年にシヴ・セーナーを離党し、独自の政党を結成した。同党はシヴ・セーナーにも増してヒンドゥー至上主義だけでなく、マハーラーシュトラ至上主義が強いとされる。